# Gonzalo Álvez
Maximiliano Gonzalo Álvez (San Lorenzo, 23 novembre 2003) è un calciatore argentino, centrocampista dell'Independiente Rivadavia in prestito dal Talleres (C).

## Carriera

### Club
Álvez è cresciuto nel settore giovanile del Talleres (C), con cui ha firmato il suo primo contratto professionistico il 21 agosto 2020. Ha debuttato l'8 settembre 2022 nell'incontro di Copa Argentina vinto 2-1 contro il Newell's Old Boys. ed ha segnato il suo primo gol il 9 ottobre nella partita di Primera División vinto 3-1 contro il Godoy Cruz.
Il 4 agosto 2023 è stato ceduto in prestito al Central Córdoba (SdE).

### Nazionale
Nel 2019 ha giocato 2 partite con la maglia della nazionale argentina Under-16.

## Statistiche

### Presenze e reti nei club
Statistiche aggiornate al 2 aprile 2024.
| Stagione        | Squadra               | Campionato      | Campionato | Campionato | Coppe nazionali | Coppe nazionali | Coppe nazionali | Coppe continentali | Coppe continentali | Coppe continentali | Altre coppe | Altre coppe | Altre coppe | Totale | Totale | Totale |
| Stagione        | Squadra               | Comp            | Pres       | Reti       | Comp            | Pres            | Reti            | Comp               | Pres               | Reti               | Comp        | Pres        | Reti        | Pres   | Reti   |        |
| --------------- | --------------------- | --------------- | ---------- | ---------- | --------------- | --------------- | --------------- | ------------------ | ------------------ | ------------------ | ----------- | ----------- | ----------- | ------ | ------ | ------ |
| 2022            | Talleres (C)          | PD              | 7          | 2          | CA+CdL          | 3+0             | 0               |                    | -                  | -                  |             | -           | -           | 10     | 2      |        |
| 2023            | Talleres (C)          | PD              | 8          | 0          | CA              | 1+0             | 1+0             |                    | -                  | -                  |             | -           | -           | 8      | 0      |        |
| 2023            | Central Córdoba (SdE) | PD              | -          | -          | CA+CdL          | 1+7             | 0               | CL                 | 0                  | 0                  |             | -           | -           | 8      | 0      |        |
| 2024            | Central Córdoba (SdE) | PD              | 0          | 0          | CA+CdL          | 0+1             | 0               |                    | -                  | -                  |             | -           | -           | 1      | 0      |        |
| Totale carriera | Totale carriera       | Totale carriera | 7          | 2          |                 | 20              | 0               |                    | 0                  | 0                  |             | -           | -           | 27     | 2      |        |